# Đoàn Kiểu
Đoàn Kiểu (sinh năm 1960) là một tướng lĩnh trong Quân đội nhân dân Việt Nam, hàm Thiếu tướng, nguyên là Phó Tư lệnh Quân khu 5.

## Thân thế và binh nghiệp
Trước năm 2013, ông là Chỉ huy trưởng Bộ chỉ huy quân sự tỉnh Đắk Nông.
Năm 2013, ông được bổ nhiệm giữ chức Phó Tư lệnh Quân khu 5 đồng thời được thăng quân hàm Thiếu tướng.
Năm 2016, Đoàn Kiểu là Thiếu tướng, Phó Tư lệnh Quân khu 5.
Tháng 4 năm 2020, ông nghỉ hưu.